# ЮАС на летних Олимпийских играх 1928
ЮАР принимала участие в Летних Олимпийских играх 1928 года в Амстердаме (Голландия) в шестой раз за свою историю, и завоевала одну золотую и две бронзовые медали.

## Медалисты
| Медаль | Спортсмен                                                | Вид спорта      | Дисциплина                 |
| ------ | -------------------------------------------------------- | --------------- | -------------------------- |
| Золото | Сидней Аткинсон                                          | Лёгкая атлетика | Мужчины, 110 м с барьерами |
| Бронза | Харри Айзакс                                             | Бокс            | Мужчины, до 53,5 кг        |
| Бронза | Мэри Редфорд Рода Ренни Кэтлин Рассел Фредди ван дер Гус | Плавание        | Женщины, эстафета 4×100 м  |

## Результаты соревнований

### Академическая гребля
Олимпийские соревнования по академической гребле проходили с 3 по 10 августа в деревне Слотен, которая расположена в 6 км к западу от центра Амстердама. В каждом заезде стартовали две лодки. Победитель заезда проходил в следующий раунд, а проигравшие на предварительном этапе попадали в отборочный раунд. Спортсмены, проигравшие два заезда, завершали борьбу за медали. Начиная с третьего раунда экипажи, уступавшие в заезде, выбывали из соревнований. Для определения бронзового призёра проводился заезд за 3-е место.
Мужчины
| Соревнование | Спортсмены  | Первый раунд         | Отборочный заезд      | Второй раунд         | Отборочный заезд     | Третий раунд         | Полуфинал            | Финал                | Место                |
| Соревнование | Спортсмены  | Соперник / Результат | Соперник / Результат  | Соперник / Результат | Соперник / Результат | Соперник / Результат | Соперник / Результат | Соперник / Результат | Место                |
| ------------ | ----------- | -------------------- | --------------------- | -------------------- | -------------------- | -------------------- | -------------------- | -------------------- | -------------------- |
| одиночки     | Анри де Кок | USAК. Майерс П +5,0  | SUIЭ. Кандево П +21,4 | завершил выступление | завершил выступление | завершил выступление | завершил выступление | завершил выступление | завершил выступление |